# 가우리 2호

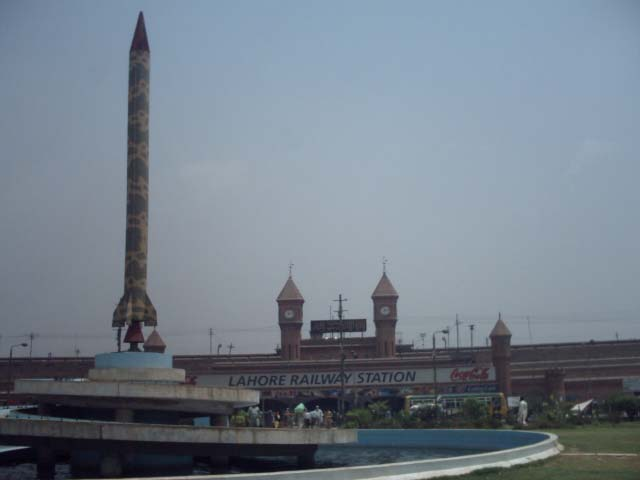

가우리 2호는 1999년에 실전배치된 파키스탄의 미사일이다. 조선민주주의인민공화국의 로동 1호와 쌍둥이 미사일로 알려져 있다.

## 운용국가
- 조선민주주의인민공화국 화성 7호
- 이란 샤하브-3
- 파키스탄 가우리 2호

## 같이 보기
- 가우리 1호
- 가우리 3호